# Eutelsat 115 West A
O Eutelsat 115 West A, anteriormente denominado de Morelos 3 e Satmex 5, foi um satélite de comunicação geoestacionário construído pela Space Systems/Loral que esteve localizado na posição orbital de 115 graus de longitude oeste e foi operado inicialmente pela Satmex e posteriormente pela Eutelsat. O satélite foi baseado na plataforma HS-601HP e sua vida útil estimada era de 15 anos. Ele saiu de serviço em abril de 2016 e foi enviado para a órbita cemitério.

## História
Em agosto de 1996, a Hughes Space and Communications International, Inc. (HSCI) e a Boeing Satellite Systems International, Inc., assinaram um contrato com a Satmex — anteriormente propriedade da Telecomm — para a construção do satélite Morelos 3, que foi posteriormente renomeado para Satmex 5. O satélite foi construído na Integrated Satellite Factory de propriedade da Hughes, na Califórnia. Como nos programas Morelos e Solidaridad, a equipe de trabalho era composta de pessoal da Hughes e engenheiros mexicanos. O México enviou mais de 10 engenheiros para participar do projeto e integração do satélite.
Em 27 de janeiro de 2010, A Satmex relatou uma falha no sistema de propulsão primário (XIPS), que mantinha o satélite em órbita, no entanto as operações continuaram porque entrou em funcionamento o sistema de propulsão química, que tinha uma duração de 2,5 anos, devido a este problema a Satmex solicitou a construção do Satmex 8 que substituiria o Satmex 5.
O satélite Satmex 5 foi adquirido pela Eutelsat em sua fusão com a Satmex em 2014, e foi renomeado em maio do mesmo ano para Eutelsat 115 West A.
Em abril de 2016, ele foi retirado de serviço e transferido para a órbita cemitério.

## Objetivo
O satélite foi construído para fornecer serviços avançados como, comunicação empresarial, serviços de televisão por satélite, programas educacionais, entre outros, com alto desempenho e confiabilidade.

## Lançamento
O satélite foi lançado no dia 5 de dezembro de 1998, às 19:43 UTC, por meio de um veículo Ariane 442L, a partir do Centro Espacial de Kourou, na Guiana Francesa. Ele tinha uma massa de lançamento de 4.135 kg.

## Capacidade
O Eutelsat 115 West A era equipado com 24 transponders de banda C e 24 de banda Ku, para fornecer serviços de multimídia como, internet, voz, dados e televisão analógicas e digital. Devido à sua capacidade de transmissão permitia que serviços direct-to-home fosse recebidos por antenas terrestres de 60 polegadas ou ainda menores.

## Cobertura
O satélite pode ser recepcionado em todo o território do México, na América Central, nas ilhas do Caribe, no território continental do Estados Unidos e na maior parte da América do Sul.